# Barat Daya-eilanden
De Barat Daya-eilanden (Indonesisch: Kepulauan Barat Daya) vormen een groep eilanden in de Bandazee en behoren tot de Indonesische eilandengroep kleine Soenda-eilanden. Bestuurlijk horen ze bij de provincie Molukken. Barat Daya staat voor zuidwest, de eilanden liggen in de zuidwesthoek van de Molukken.